# Držimurec
Držimurec – wieś w Chorwacji, w żupanii medzimurskiej, w gminie Mala Subotica. W 2011 roku liczyła 388 mieszkańców.